# Pachyteles
Pachyteles  (лат.) — род жужелиц.

## Распространение
Эти жуки обитают в Северной Америке.

## Экология
Встретить их можно под корой тополей (Populus).

## Систематика
В составе рода:
- Pachyteles beyeri Notman
- Pachyteles testacea Horn